# Fudokan
Fudokan (prevedeno s japanskog: "Kuća čvrstih temelja") škola je karatea koju su 1980. osnovali Taiji Kase, Vladimir Jorga i Ilija Jorga. Ime "Fudo" potječe od imena Kazeovog kluba u Parizu iz kojega je dr. Ilija Jorga izveo kovanicu Fudokan. Fudokan je znanstvena vezija Šotokana, jer uči sve kate koje pripadaju Šotokan stilu. Također uči i kate iz sličnih stilova (Sanchin, Seisan, itd.), ali ima i svoje kate. Ove kate je iz Šotokana izbacio Masatoshi Nakayama 1958. jer je htio napraviti jasnu razliku između stilova.
Fudokan je stil koji pripada tradicionalnom karateu.

## Vanjske poveznice
- Fudokan World Federation (engl.)